# Campecopea hirsuta
Campecopea hirsuta är en kräftdjursart som först beskrevs av Montagu 1804.  Campecopea hirsuta ingår i släktet Campecopea och familjen klotkräftor. Inga underarter finns listade i Catalogue of Life.